# Cal Moixó
Cal Moixó és una obra de Cervera (Segarra) protegida com a Bé Cultural d'Interès Local.

## Descripció
Edifici plurifamiliar entre mitgeres, consta de planta baixa i tres plantes -l'última corresponent a la zona de golfes. La façana que dona al carrer de Santa Maria, a tocar de la plaça Major, imposa per les seves grans dimensions.
La porta principal d'accés presenta un arc rebaixat i té finestres a ambdues bandes. Al pis principal hi ha tres grans balcons amb brancals i llinda plana de pedra -amb una petita esmotxadura a la part central. El balcó central i el de l'esquerra presenten una separació més ampla, on s'hi encabeix l'escut heràldic de la família Moixó, titular de la casa. El segon pis té quatre finestres també amb brancals i llinda de pedra esmotxada, suggerint un símil d'arc conopial. La zona de golfes està definida per vuit finestretes quadrangulars, amb una certa reminiscència de les gòtiques galeries de solana. Una cornisa motllurada remata aquesta espectacular façana, amb el parament estucat amb carreuat.
La part posterior de l'edifici podria pertànyer a una cronologia més tardana. Destaca per la successió de cinc pisos, cada un d'ells definit per una galeria d'arcs rebaixats.
S'hi han descobert un conjunt de tres cellers, que es troben parcialment sota el carrer.

## Història
Els Moxó procedien del castell de Montcortès, on Marià de Moxó i Manyosa, n'era el senyor, pertanyent a la branca segarrenca del llinatge dels Ausiàs March. Fou catedràtic de jurisprudència de la Universitat de Cervera, títol que heretà el seu fill, Josep Antoni. Un altre fill Benet Maria de Moxó i Francolí fou nomenat l'any 1792 catedràtic de Lletres Humanes a la Universitat. Fou un gran lletrat i pronuncià el discurs de benvinguda al rei Carles IV l'any 1802. L'any 1803 fou presentat com a bisbe auxiliar de Michoacán a Mèxic, i el 1805 fou nomenat bisbe de Charcas o Chuquisaca, al nord del Perú. Un germà seu, el suara esmentat Josep Antoni, fou nomenat fiscal de la Reial Audiència de Santiago de Xile i una germana, Maria Josepa de Moxó i Francolí, fou abadessa de Vallbona de les Monges.
Un fill de Josep Antoni Moxó, Lluis de Moxó i López-Fuentes Piquer succeí al seu pare com a fiscal de la Reial Audiència de Xile, però aviat s'uní a la causa dels "insurgentes" que volien independitzar-se de la metròpoli, el que li valgué l'empresonament a San Luis Potosí. Després del seu alliberament i matrimoni, tornà a Catalunya, on fou fiscal del Crim.